# Oceanic Preservation Society
De Oceanic Preservation Society (OPS) is een in Boulder, Colorado, gesitueerde non-profitorganisatie die als doelstelling heeft het bevorderen van natuurbehoud en milieuactivisme en zich richt op onderwerpen zoals de rechten van dieren en censuur. De organisatie werd opgericht in 2005 door fotograaf en de huidige directeur Louie Psihoyos en Silicon Valley-ondernemer Jim Clark. In 2009 presenteerde de organisatie The Cove, een documentairefilm die de jaarlijkse dolfijnenslachting beschrijft in een nationaal park in Taiji, Wakayama.